# Margareta av Storbritannien och Irland
Margareta av Storbritannien och Irland eller Margaret av Connaught (Margaret Victoria Augusta Charlotte Norah), född 15 januari 1882 på Bagshot Park i Surrey i England, död 1 maj 1920 på Kungliga slottet i Stockholm, var kronprinsessa av Sverige och hertiginna av Skåne genom sitt äktenskap med den svenske kronprinsen Gustaf VI Adolf.
Hon var dotter till prins Arthur, hertig av Connaught och Strathearn och Luise av Preussen. Hennes farmor var drottning Viktoria av Storbritannien. Hon fick fem barn, varav det äldsta (arvprins Gustaf Adolf) blev far till kung Carl XVI Gustaf och dottern Ingrid blev dansk drottning och mor till drottning Margrethe II av Danmark. Margaretas hade Daisy som smeknamn. 

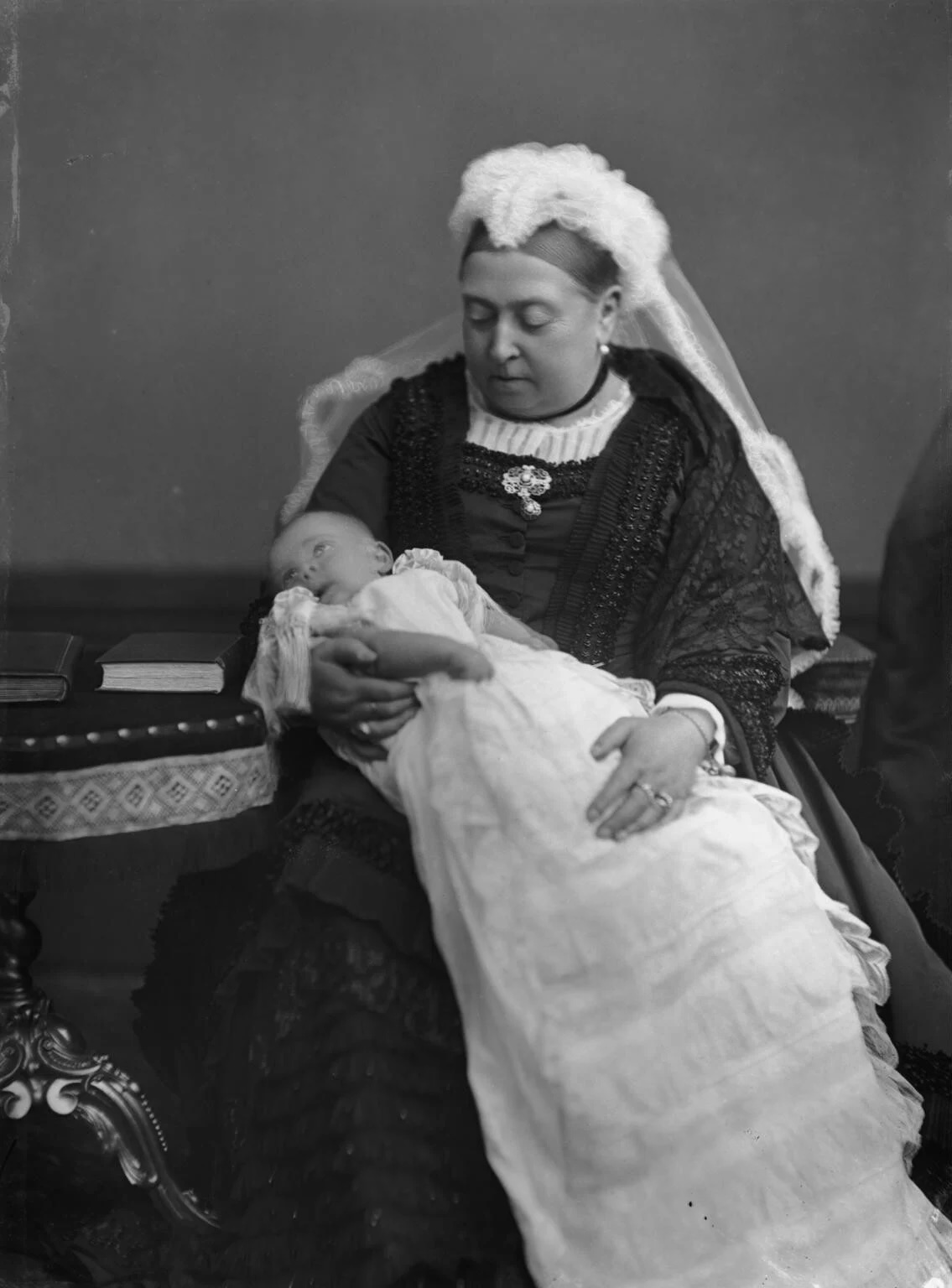
Prinsessan Margareta i famnen på farmor.

## Biografi

### Giftermål

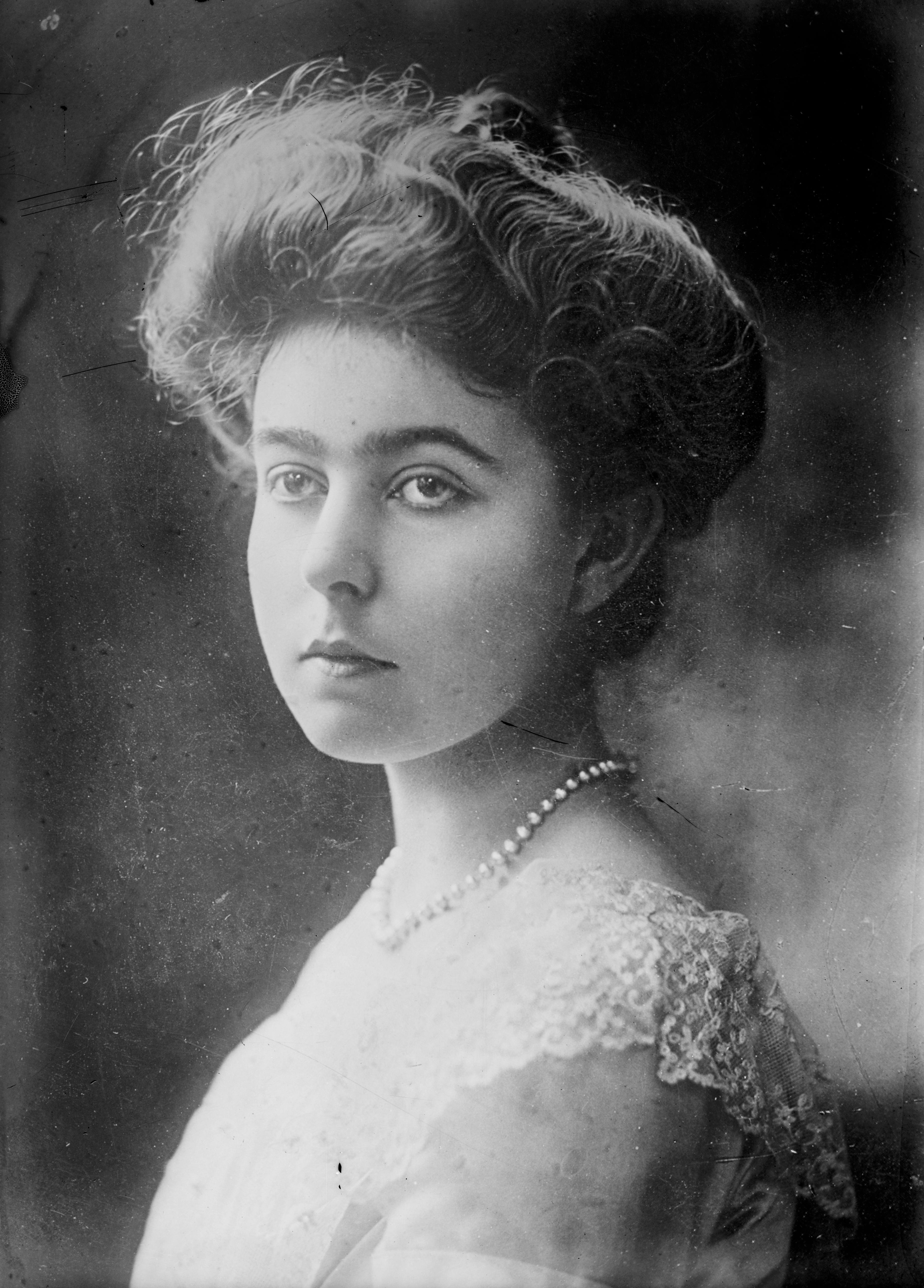
Prinsessan Margareta vid tiden för bröllopet.

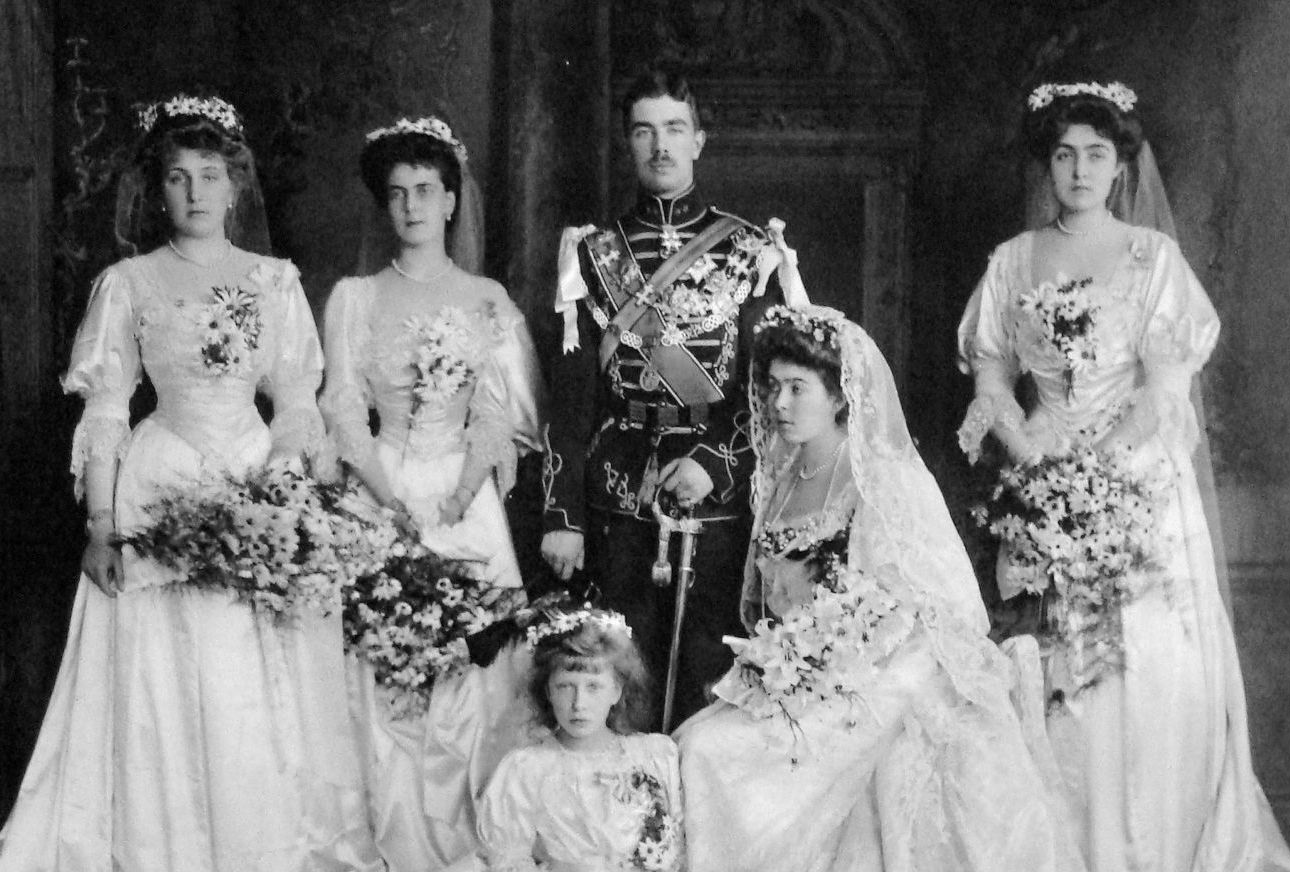
Brudparet 1905.

Hon gifte sig 1905 med den blivande Gustaf VI Adolf av Sverige. Parets första möte ägde rum i Kairo i början av 1905. 
Frieriet skedde bara några dagar efter det första mötet, och bröllopet firades i England 15 juni i S:t Georges kapell på Windsor Castle, åtta dagar efter unionsupplösningen. Paret tillbringade sin smekmånad på Irland och anlände till Sverige den 8 juli 1905.[källa behövs]
Bröllopet dokumenterades i en kort film av Cecil Hepworth, kallad The Royal Wedding at Windsor.

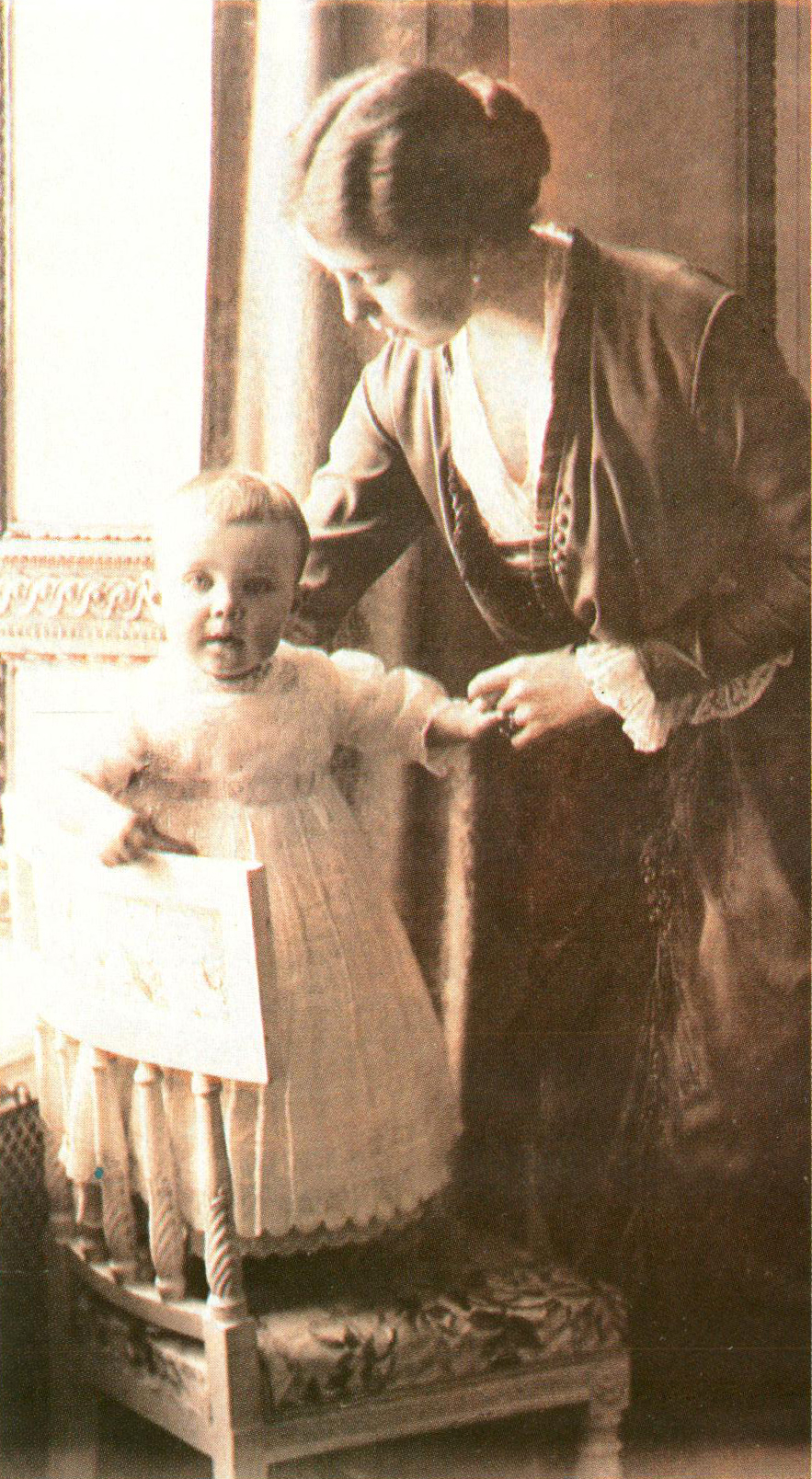
Kronprinsessan med sonen Bertil.

### Kronprinsessa
Margareta fick efter sin ankomst studera svenska språket, svensk historia och socialpolitik, de sistnämnda ämnena på hennes egen begäran, och väckte förvåning då hon efter två års studier kunde tala språket flytande. Den första tiden i Sverige uppträdde Margareta med stort allvar och uppfattades som stel och reserverad, men bilden av henne förändrades av hennes sportintresse, som visade henne i en mer avslappnad och naturlig attityd. Margareta var intresserad av idrott och spelade bland annat hockey (av den sort som numera kallas bandy), skridskoåkning och skidor under vintern och tennis och golf under sommaren. Hon drev dambandyklubben Kronprinsessans Hockeyklubb. Hon ägnade sig också mycket åt brevskrivning med sina släktingar.
Margareta beskrivs som en konstnärssjäl och tyckte om att fotografera och måla. Flera av hennes målningar pryder idag drottning Silvias arbetsrum på Stockholms slott.
Margareta intresserade sig också mycket för trädgårdskonst, och efter det att kronprinsparet fått det nedgångna slottet Sofiero med trädgård i bröllopsgåva lade hon och maken Gustaf Adolf ner mycket tid och möda på att få trädgården att blomma igen. Familjen tillbringade somrarna på Sofiero. 
Trädgårdsanläggningen skapades utifrån engelskt mönster, och även barnen inkluderades i arbetet. Margareta utgav böckerna "Vår trädgård på Sofiero" år 1915 och "Från blomsterträdgården" några år senare, illustrerade med hennes egna teckningar och fotografier, som såldes till förmån för "husmodersskolor med barnavård". Hon odlade blommor även i biljardrummet på slottet i Stockholm och på Rosendal. 
Under första världskriget engagerade sig Margareta i hjälporganisationer, så som Kronprinsessans centralråd för landstormens beklädnad och utrustning, som arbetade under Röda korset med att förse svenska soldater med underkläder; hon anordnade som sådan lotterier och basarer och hade 1917 uppnått målet. Hon organiserade också gåvopaket till krigsfångarna i Europa, särskilt de brittiska. Margaretas insatser under kriget gick i motsats till hennes svärmors i brittiskvänlig riktning.
År 1917 organiserade hon också "Margaretainsamlingen för de fattiga", under vilken hon höll sitt enda tal under sin tid i Sverige.
Vid krigsslutet ska Margaretas reformvänliga åsikters inflytande på maken, i motsats till hennes svärmors preussiskt reformfientliga åsikters inflytande på kungen, ha spelat en viss politisk roll då demokratin fick sitt genombrott och man avstod från att avskaffa monarkin.

### Död

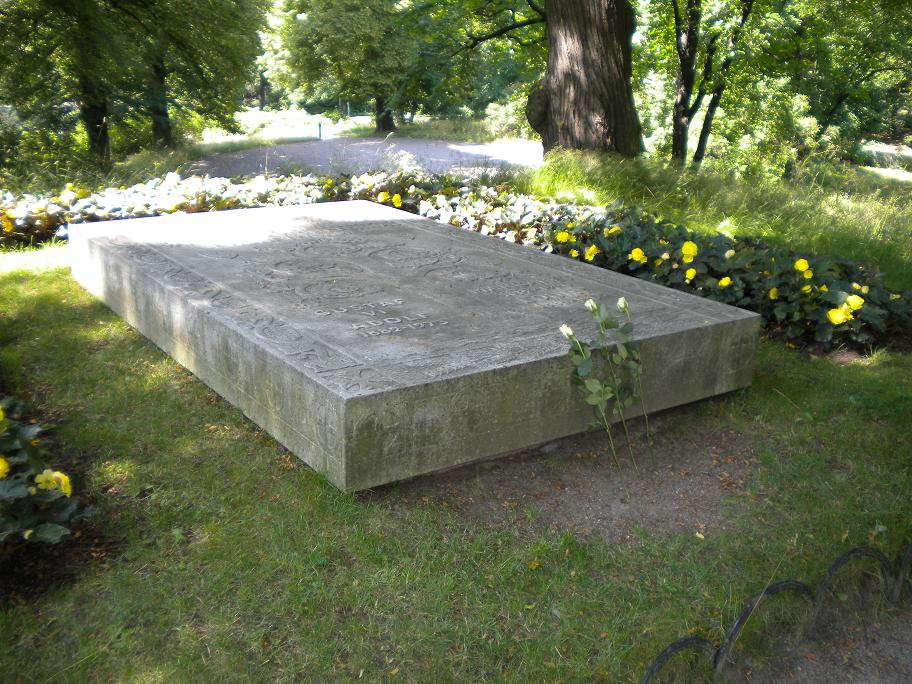
Margaretas, drottning Louise och kung Gustaf Adolfs grav på Kungliga begravningsplatsen, ön Karlsborg i Brunnsviken.

Under vintern 1919–1920, då den trettiosjuåriga kronprinsessan väntade sitt sjätte barn, hade hon varit sjuk flera gånger, vilket nedsatte hennes krafter. I november 1919 fick hon en häftig öroninflammation, som i mitten av december krävde en operation. I mars 1920 insjuknade hon i elakartade vattkoppor. Vid ett besök i Leksand ådrog hon sig en svår förkylning, som medförde varbildning i käkhålorna. På kvällen den 29 april fick hon värk kring högra ögat och hade då en temperatur på 39,8 grader. På morgonen dagen efter drabbades hon av en allmän blodförgiftning samt hjärtsvikt som snabbt tilltog. Trettioåtta år gammal avled Margareta, som nu var i åttonde månaden, den 1 maj 1920 (hennes fars 70-årsdag), klockan 14. Nyheten spred sig snabbt ut till statsminister Hjalmar Branting, som just då höll sitt förstamajtal på Gärdet i Stockholm. 
Han tog en lång paus och meddelade sedan att ”vår kronprinsessa är död”. Branting avslutade snabbt talet och skyndade sedan till slottet. Eftersom kronprins Gustaf Adolf var fullständigt nedbruten, anordnades där en så kallad blindkonselj utan regentens närvaro. Det beslöts att meddela kronprinsessans familj i Storbritannien, länsstyrelserna och främmande makter om dödsfallet. Samtliga ministrar var djupt gripna och när konseljen var slut yttrade Hjalmar Branting: ”Nu har solstrålen i Stockholms slott slocknat.”
Margareta fick först sin gravplats i Storkyrkan, men gravsattes 1922 på Kungliga begravningsplatsen som hon och hennes make själva hade valt ut platsen för.  Hon blev också den första som begravdes där. Till hennes minne göts även en klocka som uppkallades efter henne. Denna klocka göts av Bergholtz klockgjuteri samma år som hon dog. Den hänger i Storkyrkan som ersättning för den spruckna Söndagsklockan, och väger cirka 2 ton.
Till minne av henne upprättades Kronprinsessan Margaretas minnesfond, "för behjärtansvärda och gagneliga ändamål". Vid tiden för insamlingen till minnesfonden var Sverige fattigt men trots det fick man i dagens penningvärde in 23 miljoner kronor på endast sju veckor.

## Titel
- 15 januari 1882 – 15 juni 1905: Hennes Kungliga Höghet Prinsessan Margaret of Connaught
- 15 juni 1905 – 8 december 1907: Hennes Kungliga Höghet Margareta, prinsessa av Sverige, hertiginna av Skåne
- 8 december 1907 – 1 maj 1920: Hennes Kungliga Höghet Margareta, Sveriges kronprinsessa, hertiginna av Skåne

| Vänster: Prinsessan Margarets vapen som prinsessa av Storbritannien.Höger: Prinsessan Margaretas vapen som Sveriges kronprinsessa samt hertiginna av Skåne.  |  | Vänster: Prinsessan Margarets vapen som prinsessa av Storbritannien.Höger: Prinsessan Margaretas vapen som Sveriges kronprinsessa samt hertiginna av Skåne. |
| Vänster: Prinsessan Margarets vapen som prinsessa av Storbritannien. Höger: Prinsessan Margaretas vapen som Sveriges kronprinsessa samt hertiginna av Skåne. |  | |

## Barn
1. Gustaf Adolf (1906–1947), hertig av Västerbotten, kung Carl XVI Gustafs far
2. Sigvard (1907–2002), hertig av Uppland till 1934, greve af Wisborg
3. Ingrid (1910–2000), drottning av Danmark från 1947, danska drottningen Margrethe II:s mor
4. Bertil (1912–1997), hertig av Halland
5. Carl Johan (1916–2012), hertig av Dalarna till 1946, greve af Wisborg

## Galleri

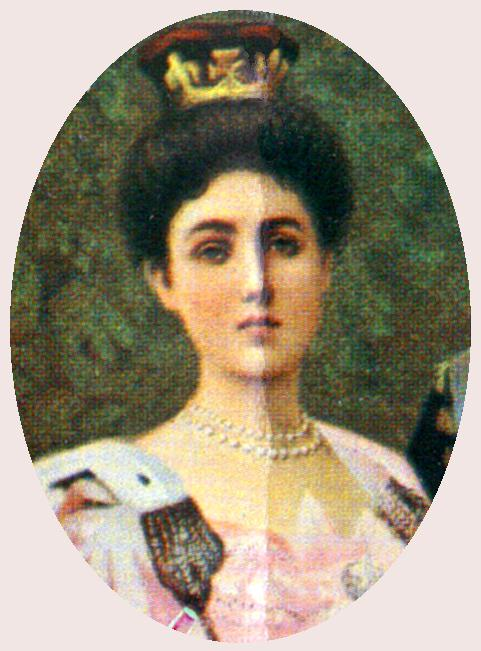
Margareta med sin brittiska krona i ett foto taget 1902 i samband med farbrodern Edward VII:s kröning. Bilden infogades av Åhléns i en gruppbild av kungafamiljen 1905. Kronan är numera utställd i Livrustkammaren.
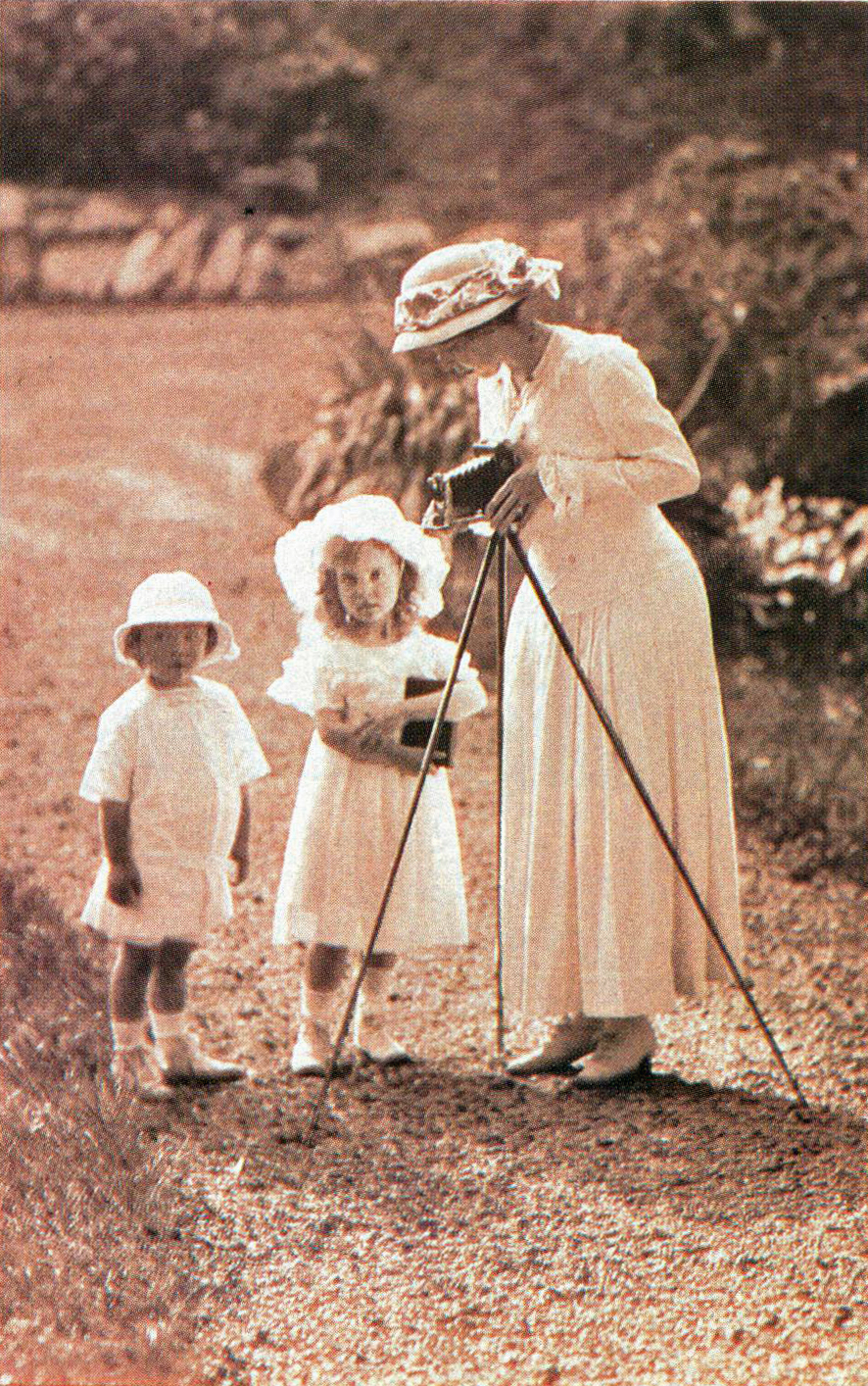
Margareta var en skicklig amatörfotograf. Fotografi från 1910-talet.

## Anfäder
|           |  |  |  |  |  |  |  |                                                                    |  |  |  |  |  |  |  |                                                              |  |  |  |  |  |  |  | Ernst I av Sachsen-Coburg-Gotha                               |
|           |  |  |  |  |  |  |  |                                                                    |  |  |  |  |  |  |  |                                                              |  |  |  |  |  |  |  |                                                               |
|           |  |  |  |  |  |  |  |                                                                    |  |  |  |  |  |  |  | Albert av Sachsen-Coburg-Gotha, prinsgemål av Storbritannien |  |  |  |  |  |  |  |                                                               |
|           |  |  |  |  |  |  |  |                                                                    |  |  |  |  |  |  |  |                                                              |  |  |  |  |  |  |  |                                                               |
|           |  |  |  |  |  |  |  |                                                                    |  |  |  |  |  |  |  |                                                              |  |  |  |  |  |  |  | Louise av Sachsen-Gotha-Altenburg                             |
|           |  |  |  |  |  |  |  |                                                                    |  |  |  |  |  |  |  |                                                              |  |  |  |  |  |  |  |                                                               |
|           |  |  |  |  |  |  |  | Prins Arthur av Storbritannien, hertig av Connaught och Strathearn |  |  |  |  |  |  |  |                                                              |  |  |  |  |  |  |  |                                                               |
|           |  |  |  |  |  |  |  |                                                                    |  |  |  |  |  |  |  |                                                              |  |  |  |  |  |  |  |                                                               |
|           |  |  |  |  |  |  |  |                                                                    |  |  |  |  |  |  |  |                                                              |  |  |  |  |  |  |  | Prins Edvard av Storbritannien, hertig av Kent och Strathearn |
|           |  |  |  |  |  |  |  |                                                                    |  |  |  |  |  |  |  |                                                              |  |  |  |  |  |  |  |                                                               |
|           |  |  |  |  |  |  |  |                                                                    |  |  |  |  |  |  |  | Drottning Viktoria av Storbritannien                         |  |  |  |  |  |  |  |                                                               |
|           |  |  |  |  |  |  |  |                                                                    |  |  |  |  |  |  |  |                                                              |  |  |  |  |  |  |  |                                                               |
|           |  |  |  |  |  |  |  |                                                                    |  |  |  |  |  |  |  |                                                              |  |  |  |  |  |  |  | Viktoria av Sachsen-Coburg-Saalfeld                           |
|           |  |  |  |  |  |  |  |                                                                    |  |  |  |  |  |  |  |                                                              |  |  |  |  |  |  |  |                                                               |
| Margareta |  |  |  |  |  |  |  |                                                                    |  |  |  |  |  |  |  |                                                              |  |  |  |  |  |  |  |                                                               |
|           |  |  |  |  |  |  |  |                                                                    |  |  |  |  |  |  |  |                                                              |  |  |  |  |  |  |  | Karl av Preussen                                              |
|           |  |  |  |  |  |  |  |                                                                    |  |  |  |  |  |  |  |                                                              |  |  |  |  |  |  |  |                                                               |
|           |  |  |  |  |  |  |  |                                                                    |  |  |  |  |  |  |  | Fredrik Karl av Preussen                                     |  |  |  |  |  |  |  |                                                               |
|           |  |  |  |  |  |  |  |                                                                    |  |  |  |  |  |  |  |                                                              |  |  |  |  |  |  |  |                                                               |
|           |  |  |  |  |  |  |  |                                                                    |  |  |  |  |  |  |  |                                                              |  |  |  |  |  |  |  | Marie av Sachsen-Weimar                                       |
|           |  |  |  |  |  |  |  |                                                                    |  |  |  |  |  |  |  |                                                              |  |  |  |  |  |  |  |                                                               |
|           |  |  |  |  |  |  |  | Luise av Preussen                                                  |  |  |  |  |  |  |  |                                                              |  |  |  |  |  |  |  |                                                               |
|           |  |  |  |  |  |  |  |                                                                    |  |  |  |  |  |  |  |                                                              |  |  |  |  |  |  |  |                                                               |
|           |  |  |  |  |  |  |  |                                                                    |  |  |  |  |  |  |  |                                                              |  |  |  |  |  |  |  | Leopold IV av Anhalt-Dessau                                   |
|           |  |  |  |  |  |  |  |                                                                    |  |  |  |  |  |  |  |                                                              |  |  |  |  |  |  |  |                                                               |
|           |  |  |  |  |  |  |  |                                                                    |  |  |  |  |  |  |  | Maria Anna av Anhalt-Dessau                                  |  |  |  |  |  |  |  |                                                               |
|           |  |  |  |  |  |  |  |                                                                    |  |  |  |  |  |  |  |                                                              |  |  |  |  |  |  |  |                                                               |
|           |  |  |  |  |  |  |  |                                                                    |  |  |  |  |  |  |  |                                                              |  |  |  |  |  |  |  | Fredrika av Preussen                                          |
|           |  |  |  |  |  |  |  |                                                                    |  |  |  |  |  |  |  |                                                              |  |  |  |  |  |  |  |                                                               |